# Молодёжный район
Молодёжный район (каз. Молодёжный ауданы) — административно-территориальная единица в составе Карагандинской области, существовавшая в 1972—1997 годах. Центр — поселок Молодёжный
Молодёжный район был образован 10 марта 1972 года в составе Карагандинской области. В состав района включены Вольский, Дальний, Молодёжный, Родниковский, Тельманский, Трудовой и Шидертинский сельсоветы Осакаровского района; Покорный сельсовет и пос. Кушокы Тельманского района.
22 августа 1997 года Молодёжный район был упразднён. При этом вся территория была передана — в Осакаровский район Карагандинской области.

## Глава
- Торебеков Абдулла Торебекович 1993-1997